# Je danse dans ma tête
Je danse dans ma tête è una canzone della cantante canadese Céline Dion, registrata per il suo album in lingua francese Dion chante Plamondon pubblicato nel 1991. Il brano è stato pubblicato come primo singolo in Francia nel 1991 e terzo singolo in Canada nel 1992. I testi di Je danse dans ma tête sono stati scritti da Luc Plamondon, mentre la musica è stata composta da Romano Musumarra, anche produttore del singolo. La canzone ha raggiunto la numero tre della classifica dei singoli più venduti in Québec.

## Contenuti, videoclip musicale e pubblicazioni
L'edizione canadese (anche un'edizione francese) del singolo presenta due tracce remixate di Je danse dans ma tête, prodotte da Romano Musumarra e Mark Frank: Version "Europe Mix" e Version Club "Europe Mix". Mentre l'edizione francese ed europea includono una seconda traccia intitolata Un garçon pas comme les autres (Ziggy).
Per accompagnare il brano è stato realizzato un videoclip musicale, diretto da Alain Desrochers e pubblicato nell'aprile del 1992. Questo video ha vinto un MuchMusic Video Award come Miglior Video Adult Contemporary nel 1992 ed è stato incluso nella raccolta video (DVD) On ne change pas, pubblicato nel 2005.
Le versioni live di Je danse dans ma tête sono state inserite nelle track-list degli album delive della Dion: À l'Olympia (1994) e in Céline une seule fois / Live 2013 (2014). La canzone fa anche parte del greatest hits pubblicato nel 2005 da Céline, On ne change pas.
Je danse dans ma tête è entrata nella Quebec Airplay Chart il 23 marzo 1992 e ha raggiunto la terza posizione, trascorrendo quattordici settimane totali in classifica.

## Formati e tracce
CD Singolo Promo (Canada) (Sony Musique: CDNK 665)
1. Je danse dans ma tête (Version Originale) – 4:14 (testo: Luc Plamondon – musica: Romano Musumarra)
2. Je danse dans ma tête (Version "Europe Mix") – 4:35 (testo: Plamondon – musica: Musumarra)
3. Je danse dans ma tête (Version Club "Europe Mix") – 6:32 (testo: Plamondon – musica: Musumarra)

CD Mini Singolo (Francia) (Columbia: 657812 1)
1. Je danse dans ma tête – 4:13 (testo: Plamondon – musica: Musumarra)
2. Un garçon pas comme les autres (Ziggy) – 3:56 (testo: Plamondon – musica: Michel Berger)

CD Maxi Singolo Promo (Francia) (Columbia: SAMPCD 1660)
1. Je danse dans ma tête (Version Originale) – 4:14 (testo: Luc Plamondon – musica: Romano Musumarra)
2. Je danse dans ma tête (Version "Europe Mix") – 4:35 (testo: Plamondon – musica: Musumarra)
3. Je danse dans ma tête (Version Club "Europe Mix") – 6:32 (testo: Plamondon – musica: Musumarra)

CD Maxi Singolo (Francia) (Columbia: 657812 2)
1. Je danse dans ma tête – 4:13 (testo: Plamondon – musica: Musumarra)
2. Un garçon pas comme les autres (Ziggy) – 3:56 (testo: Plamondon – musica: Michel Berger)
3. Les uns contre les autres – 3:09 (testo: Plamondon – musica: Berger)

LP Singolo 7" (Europa) (Columbia: 657812 7)
1. Je danse dans ma tête – 4:13 (testo: Plamondon – musica: Musumarra)
2. Un garçon pas comme les autres (Ziggy) – 3:56 (testo: Plamondon – musica: Berger)

MC Singolo (Europa) (Columbia: 657812 4)
1. Je danse dans ma tête – 4:13 (testo: Plamondon – musica: Musumarra)
2. Un garçon pas comme les autres (Ziggy) – 3:56 (testo: Plamondon – musica: Berger)

## Classifiche
| Classifica (1992) | Posizione massima raggiunta |
| ----------------- | --------------------------- |
| Québec (ADISQ)    | 3                           |

## Crediti e personale
Personale
- Direzione artistica - René Angélil, Vito Luprano, Luc Plamondon
- Musica di - Romano Musumarra
- Produttore - Romano Musumarra
- Produttore esecutivo - Vito Luprano
- Programmato da - Yves Frulla
- Remix di - Mark Frank, Romano Musumarra
- Testi di - Luc Plamondon

## Cronologia di rilascio
| Paese   | Data | Formato                          |
| ------- | ---- | -------------------------------- |
| Europa  | 1991 | Musicassetta • Vinile (7")       |
| Francia | 1991 | CD Mini • CD Maxi • Musicassetta |